# Arraxide
Arraxide (em árabe: الراشد, lit. 'Ar-Rashid ou al-Rashid') foi o califa abássida entre 1135 e 1136. Assim como seu pai e antecessor, Almostarxide, Arraxide também tentou, sem sucesso, reconquistar a independência do Califado Abássida do Grande Império Seljúcida.

## História
Para vingar a morte de seu pai, ele insultou o enviado do sultão seljúcida Maçude - que veio para requisitar um grande donativo -, incitou a população a saquear o palácio do sultão  e então, com o apoio de Zengui, que se tornou inimigo do sultão após o assassinato de Dubeis, criou um sultanato rival (os "seljúcidas ocidentais"). Maçude correu de volta para a capital e a cercou. Bagdá, bem defendida pelo rio e seus canais, resistiu ao ataque. Porém, finalmente, o califa e Zengui, sem esperanças de sucesso, escaparam para Moçul. Restaurada a ordem e o seu poder reafirmado, o sultão convocou um concílio, depôs Arraxide e alçou seu tio, Almoctafi II, como novo califa.
Arraxide fugiu para Ispaã e ali foi morto por assassinos (hashshashins) em 1138.